# Illa d'Alexandre I

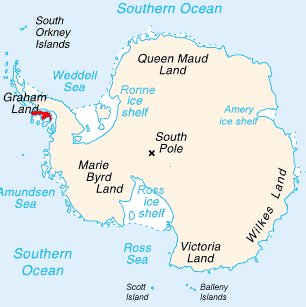
Illa d'Alexandre I en vermell

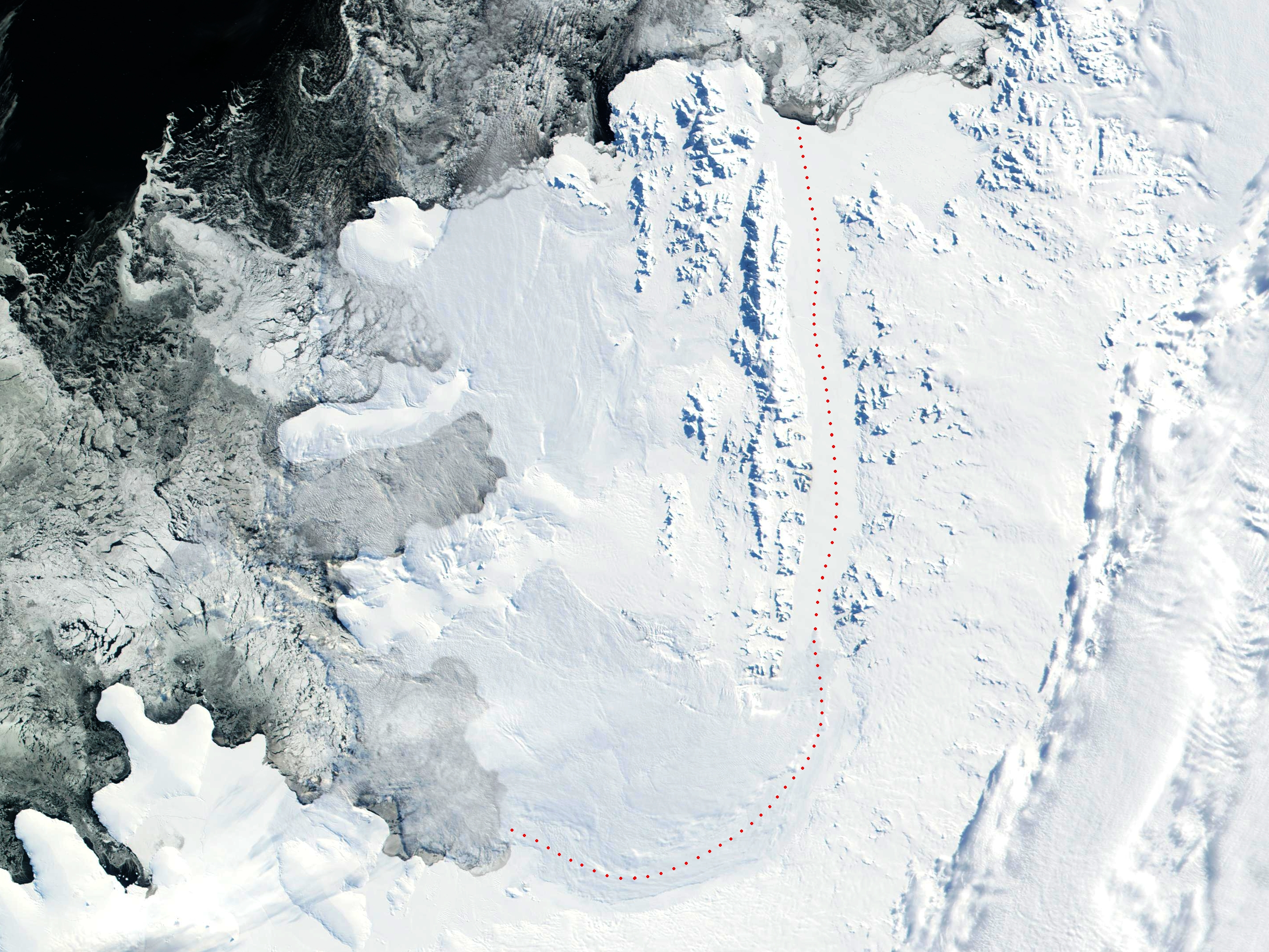
Vista des de l'espai de l'Illa d'Alexandre I

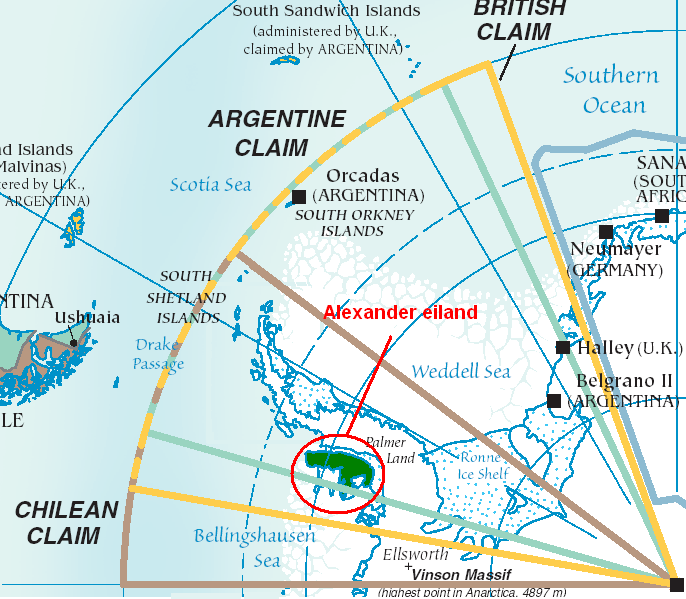
L'illa d'Alexandre I en relació amb la península Antàrtica

L'illa d'Alexandre I, també coneguda com a illa d'Alexandre I, Terra d'Alexandre I, Terra d'Alexandre, Arxipèlag d'Alexandre I i Zemlja Alexandra I, és una illa de l'Antàrtida, situada al sud-est del mar de Bellingshausen i al sud-oest de la península Antàrtica, de la qual està separada pel canal de Jordi VI, majoritàriament cobert per gel permanent. Té una àrea de 49.070 km². Amb 435 km de longitud per 200 km d'ample, és la més extensa de les illes antàrtiques. És la segona illa deshabitada més gran del món, després de l'illa Devon.
La zona és extremadament abrupta; al llarg del canal de Jordi VI s'estén la serralada Douglas, que arriba fins als 2.987 m. La major part del litoral es troba bloquejat per barreres de gel. Cap a l'oest es troba la badia de Wilkens. Al sud-oest de l'illa sobresurt la península de Beethoven.

## Història
L'illa va ser descoberta el 28 de gener de 1821 per l'expedició russa comandada per Fabian Gottlieb von Bellingshausen que la va anomenar Terra d'Alexandre I en honor al tsar regnant Alexandre I de Rússia. Fins al 1940 es va creure que formava part de l'Antàrtida continental. La seva naturalesa insular va ser provada el desembre de 1940 per Finn Ronne i Carl Eklund del United States Antarctic Service. Durant la dècada del 1950 es va construir la base britànica de Fossil Bluff, actualment usada com a refugi i centre meteorològic.
L'illa fou reclamada pel Regne Unit el 1908 com a part del Territori Antàrtic Britànic. Xile (el 1940) i l'Argentina (el 1942), excepte la península de Beethoven, també en reclamen la sobirania. L'Argentina la inclou dintre del departament Antàrtida Argentina, que forma part de la província de Terra del Foc, Antàrtida i Illes de l'Atlàntic Sud; per a Xile forma part del Territori Xilè Antàrtic, i per al Regne Unit del Territori Antàrtic Britànic, però aquestes reclamacions estan suspeses en virtut del Tractat Antàrtic.
A causa del seu accés remot i la seva difícil geografia, l'illa d'Alexandre I ha estat poc explorada. No obstant això, diverses expedicions científiques han estat realitzades en les últimes dècades, centrant-se principalment en l'estudi del clima, la geologia, la biologia marina i altres àrees d'investigació polar. Aquestes investigacions han contribuït a la comprensió de l'impacte del canvi climàtic a l'Antàrtida i a la seva biodiversitat.

## Geografia
La superfície de l'illa Alexander està predominantment coberta de gel. Hi ha uns quants nunataks exposats i algunes zones lliures de gel de mida considerable, com ara l'Ablation Point Massif. Els nunataks són els cims de les serres i turons amb tendència nord-sud. Destaquen les muntanyes Colbert, Havre, Lassus, Rouen, Sofia University i Walton, els Staccato Peaks, el Lully Foothills, el Finlandia Foothills, l'altiplà Elgar i la Serralada Douglas. Aquestes muntanyes i terres altes estan envoltades per glaceres, les quals flueixen cap a l'oest a la plataforma de gel de Bach, l'estret de Wilkins i el mar de Bellingshausen, i cap a l'est a la plataforma de gel de Jordi VI.
Altres llocs característics de l'illa són Damocles Point i el mont Tyrrell.
Una altra característica notable de l'illa Alexander és el llac Hodgson. El llac Hodgson és un antic llac subglacial que es va formar sota la capa de gel que el cobria. Mesures del llac Hodgson: 2 km i 15 km i té una profunditat de columna d'aigua de 934 m que es troba segellada sota el gel de llac perenne de 3,6 a 4,0 m de gruix. El costat nord del llac Hodgson està delimitat per la glacera Saturn, que flueix cap a l'est a la badia de George VI, mentre que el costat sud del llac Hodgson està delimitat per la cara nord de la Citadel Gastion. Durant l'últim màxim glacial, el llac Hodgson estava cobert per una capa de gel almenys 470 m. Aquesta capa de gel va començar a aprimar-se fa uns 13.500 anys. La seva retirada va deixar el llac Hodgson cobert de gel perenne fa 11.000 anys. Aquest llac ha estat cobert de gel perenne des d'aquell moment.

### Entrada Brahms
L'Entrada de Brahms (71°28′S 73°41′W) és una entrada plena de gel, de 25 milles nàutiques (46 km) de llarg i 6 milles nàutiques (11 km) d'amplada, que sagna el costat nord de la península de Beethoven a l'illa Alexander entre la península de Harris. i la península de Derocher, mentre que el cap Mazza Point es troba immediatament al nord-est de l'entrada i el mont Grieg es troba immediatament al sud-est de la base de Brahms Inlet. Va ser observat des de l'aire i va ser cartografiat per primera vegada per l'Expedició de Recerca Antàrtica de Ronne (RARE), 1947–48, i va ser re-mapejat a partir de les fotos aèries RARE de Derek J.H. Searle of the Falkland Islands Dependencies Survey l'any 1960. Va ser nomenat pel Comitè de topònims antàrtics del Regne Unit després de Johannes Brahms, el compositor alemany.

### Península Harris
La Península Harris (71°31′S 74°6′O) és una àmplia península coberta de neu coronada pel mont Lee, entre Verdi Inlet i Brahms Inlet al costat nord de la península de Beethoven, situada a la part sud-oest de l'illa Alexander, a l'Antàrtida. És una de les vuit penínsules de l'illa Alexander. Va ser fotografiada des de l'aire pel RARE, 1947–48, i mapejat a partir d'aquestes fotografies per D. Searle de l'Enquesta de Dependències de les Illes Malvines, 1960. Va ser nomenat pel Comitè Assessor de Noms Antàrtics per al comandant Michael J. Harris, EUA. Marina, comandant de l'esquadró VXE-6, des de maig de 1982 fins a maig de 1983.3.

### Glacera Liàdov
La Glacera Liàdov (71°32′00″S 73°45′00″O) és una glacera que flueix d'est a nord-est des de la península Harris, a l'illa d'Alexander, fins a Brahms Inlet. Va ser batejada per l'Acadèmia de Ciències de l'URSS el 1987 en honor a Anatoli Liàdov (1855–1914), un compositor rus.

## Geologia

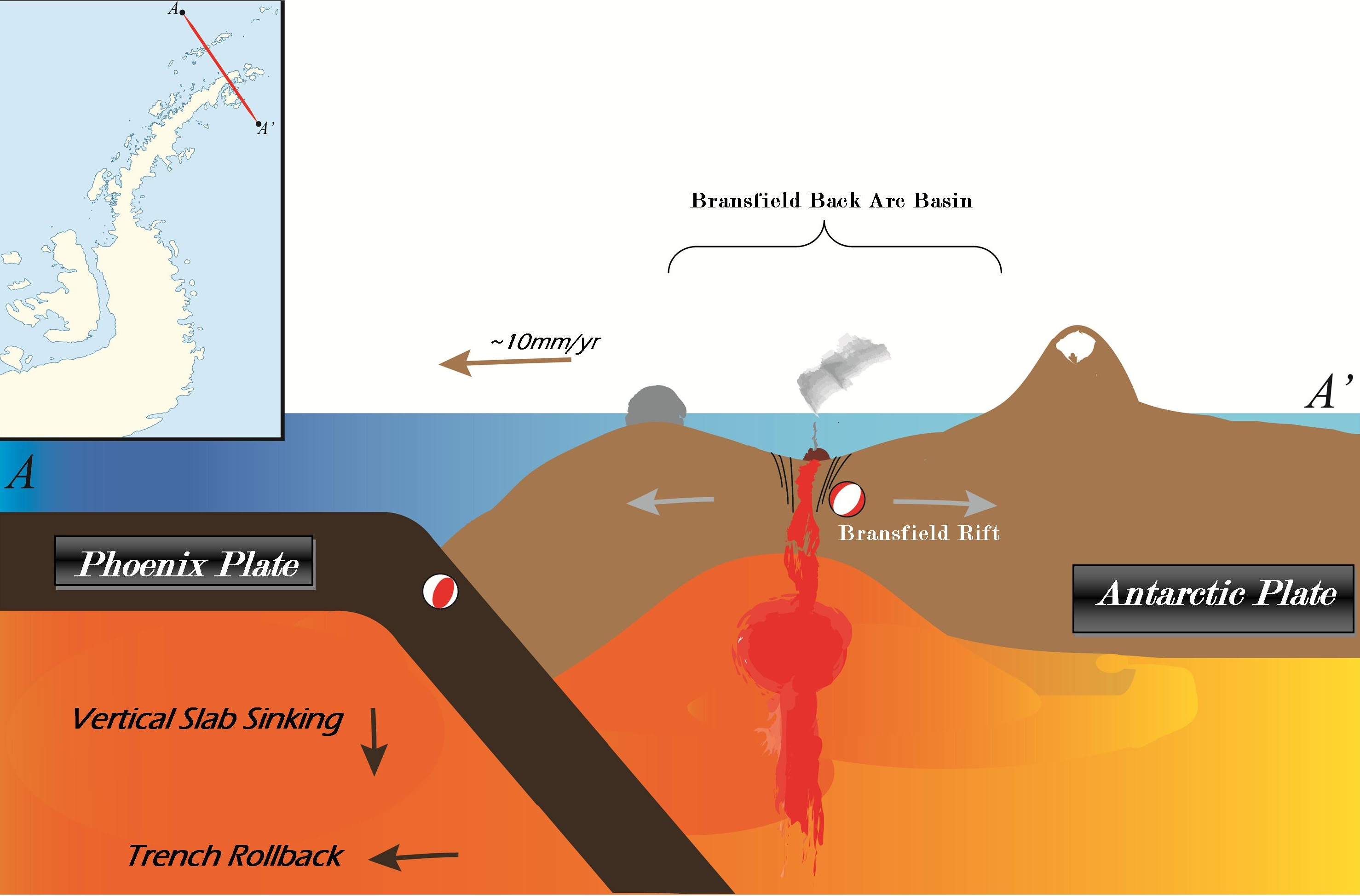
Moviment tectònic de la Península Antàrtica

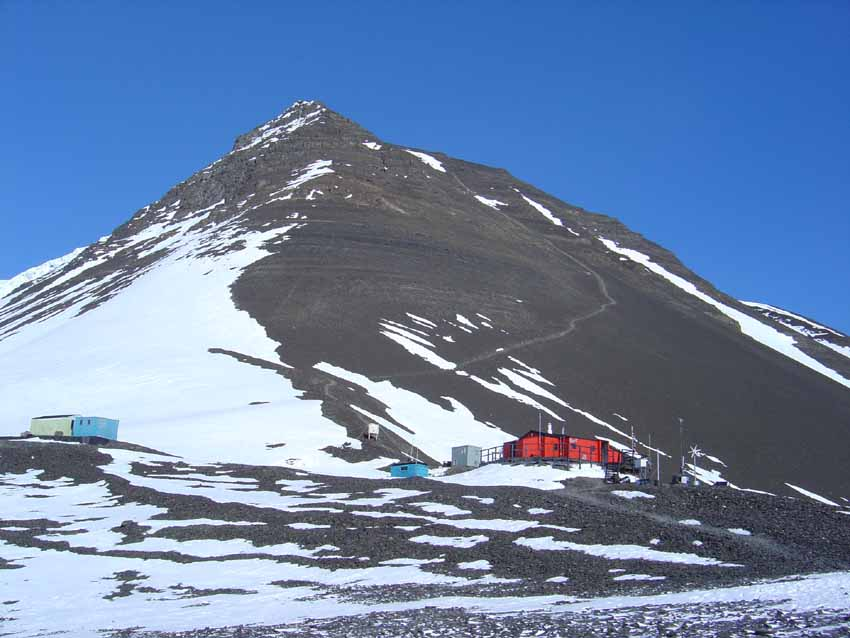
Base de Fossil Bluff a l'illa Alexander

Segons Hole, «La geologia de l'illa d'Alexandre es pot atribuir principalment als processos associats a la subducció de l'escorça oceànica protopacífica al llarg del marge occidental de la península antàrtica, des del darrer triàsic fins al terciari final». El complex de prismes d'acreció del Grup LeMay, juntament amb les roques plutòniques i volcàniques, són freqüents al llarg de la part occidental de l'illa. El grup LeMay està format per roques sedimentàries i ígnies deformades i metamorfosades de manera variable. Encara que està dominat per roques sedimentàries arcòsiques deformades, inclou grauvaques turbidítiques, fangs negres i conglomerats. Les roques sedimentàries 4 km de gruix del Juràssic superior al Cretaci inferior Fossil Bluff Group afloren com un cinturó de 250 km de llarg per 30 km d'amplada al llarg de la costa oriental. Aquest Fossil Bluff Group consta d'un conjunt basal 2.200 m de gruix, cobert per un conjunt de fangs de fins a 950 m de gruix, seguit d'un conjunt de gresos marins poc profunds. Els basalts alcalins van entrar en erupció després del cessament de la subducció. Aquests van des de les tefrites del mont Pinafore (5,5-7,6 Ma), fins a les basanites de l'illa Rothschild (5,5 Ma) i Hornpipe Heights (2,5 Ma), fins als basalts alcalins i oliví a la península de Beethoven (<1-2,5 Ma).).
La falla de la serralada de LeMay tendeix a NS, paral·lela al so de George VI, i la formació de Fossil Bluff es troba a l'est d'aquesta falla contra el grup LeMay. Els dics de sorra es troben contra aquesta zona de falla i en moltes altres parts de la Formació Fossil Bay. Els fòssils dins de la Formació Fossil Bluff són ammonites, belemnites, bivalves i serpulids.

## Investigació Científica
A causa del seu accés remot i la seva difícil geografia, l'illa d'Alexandre I ha estat poc explorada. No obstant això, diverses expedicions científiques han estat realitzades en les últimes dècades, centrant-se principalment en l'estudi del clima, la geologia, la biologia marina i altres àrees d'investigació polar. Aquestes investigacions han contribuït a la comprensió de l'impacte del canvi climàtic a l'Antàrtida i a la seva biodiversitat.

## Impacte del Canvi Climàtic
L'illa d'Alexandre I no està exempta de l'impacte del canvi climàtic global. Com altres regions de l'Antàrtida, s'han observat augment de les temperatures, reculades dels glaciars i canvis en els ecosistemes marins. Aquestes tendències han generat preocupació sobre l'avenir de l'illa i la seva importància com a habitat per a la vida salvatge antàrtica.

## Conservació i Protecció
L'illa d'Alexandre I, com tota l'Antàrtida, està protegida pel Tractat Antàrtic i altres acords internacionals. Aquestes mesures tenen com a objectiu salvaguardar l'ecosistema únic de l'Antàrtida i promoure la investigació científica pacífica. Les activitats humanes a l'illa estan regulades per aquests tractats, amb l'objectiu de minimitzar l'impacte sobre el medi ambient.
En resum, l'illa d'Alexandre I té una rica història d'exploració polar i és un important lloc d'investigació científica a l'Antàrtida. Tot i les seves reclamacions territorials disputades, la seva conservació i protecció continuen sent prioritats per a la comunitat internacional.